# OIOI TOKYO TASTE ROOMS
OIOI TOKYO TASTE ROOMS（マルイ トーキョー テイスト ルーム）とは、フジテレビの深夜番組。1994年4月から1995年3月に放映されていた。丸井による一社提供番組。丸井のインテリア部門が構成に参加。企画・プロデュースに秋元康が参加している。

## 概要
平日の深夜24時30分前後に放送されていた10分ミニ番組。プロ野球中継が延長され放送時間が変更になることも度々あった。
東京の街でスタイリッシュに生活する若者を番組内でフィーチャーして紹介。また、その世代を中心に10代から30代までの若年層を主要視聴者としている。お洒落なバックグラウンドビデオのような都会的な映像が盛り込まれ、バブル景気の余韻やトレンディドラマの残滓が色濃く残っていた。
番組タイトルにもある「ROOM」をコンセプトにした三部構成となっている。
- 都内で一人暮らしをしている若者の部屋を紹介。こだわりのインテリアやレイアウトを語るコーナー。主にハガキによる応募であった。
- 「30万分の1」と題したコーナーでは秋元が関わった楽曲をBGMに、番組が用意した留守番電話に残された視聴者（女性）からのメッセージを3件ほど紹介した。
- エンディングでは秋元が書いた短い詩を新進女優が朗読。男性視点による女性の心情や機微を描いた内容が多かった[1]。また、同コーナーはCD化され、1995年3月17日に「ROOMS Vol.1 今ならもう一度話したい」「ROOMS Vol.2 僕がいない日には…」の2枚がリリースされた[2]。

（1994年当時、ポケベルは浸透していたが、携帯電話やインターネットは普及しておらず、ファッションや恋愛ハウツー等の若者の主な情報源は雑誌、テレビ、ラジオなどの媒体に限られていた）。

## 使用された主な楽曲
- 崎谷健次郎「ROOMS」
- JUDY AND MARY「小さな頃から」
- 藤谷美和子「ドライフラワー」
- 佐伯伽耶「パフュームを残せない」
- See-Saw「素肌 〜ノーメイク〜」
- T-BOLAN「マリア」
- L⇔R「REMEMBER」
- 斉藤由貴「MAY」
- TRF「寒い夜だから…」
- 酒井ミキオ「大切な君へと」
- ZARD「ハイヒール脱ぎ捨てて」（1995年 アルバム「forever you」収録）
- Groovy Boyfriends「大好きな人へ」（1994年 2ndシングル「きっと誰より愛しく思える」カップリング曲）

## 関連商品
書籍
- Rooms（1994年、フジテレビ出版）[4]
- 僕がいない日には：Rooms 2（1995年、フジテレビ出版）[5]
- 〈もしもし〉の捨て場所 Rooms編（1995年、フジテレビ出版）[6]

オムニバスアルバム